# Japanska kratkorepa mačka
Japanska kratkorepa mačka (jap. ジャパニーズボブテイル, đapaniidzu bobuteiru ), mačja pasmina iz Japana prepoznatljiva po kusastome repu. Danas su u uzgoju dvije inačice, dugodlaka i kratkodlaka. U domovini Japanu ovu pasminu zovu kazoku-neko (家族猫; hrvatski "obiteljska mačka"), dok istu samo trobojnu zovu mike-neko (三毛猫; hrvatski "tri dlake mačka"). Nastanak pasmine seže u razdoblje Edo (1603. – 1867.) na japanskom carskom dvoru, gdje su prvo uzgajane. Mačke kupirana repa bile su poklon kineskog cara Japanu. Na japanskom dvoru počeli su ciljanim uzgojem vlastite kratkorepe mačke. Pozadina su i u Kini i u Japanu bile plantaže s dudovim svilcima, koje su pustošile ptice i glodavci. Ličinke su stradavale i materijalni gubitci proizvodnje svile bili su katastrofalni. Domaće mačke dobro su rješavale glodavce, no njihovi dugi repovi oštećivali su kukuljice pa su u Kini počeli kupirati mačkama repove. U Japanu su pristupili uzgojem mačaka kusastih repova. Danas se često brka japanska kratkorepa mačka s manskom mačkom.
Japanska legenda nastanak pasmine povezuje s nesrećom. Hramsku mačku zahvatila je jedne noći vatra. Zapaljena mačka trčala je kroz grad i trčeći kroz gorućim repom prenijela vatru na brojne kuće te je grad izgorio. Stoga je car zapovijedio da se svim mačkama mora kupirati rep, da se tako nešto više ne ponovi.
Keramička ili plastična figurica japanske kratkorepe mačke maneki-neko u japanskoj kulturi predstavlja talisman za sreću.